# Annalee Newitz

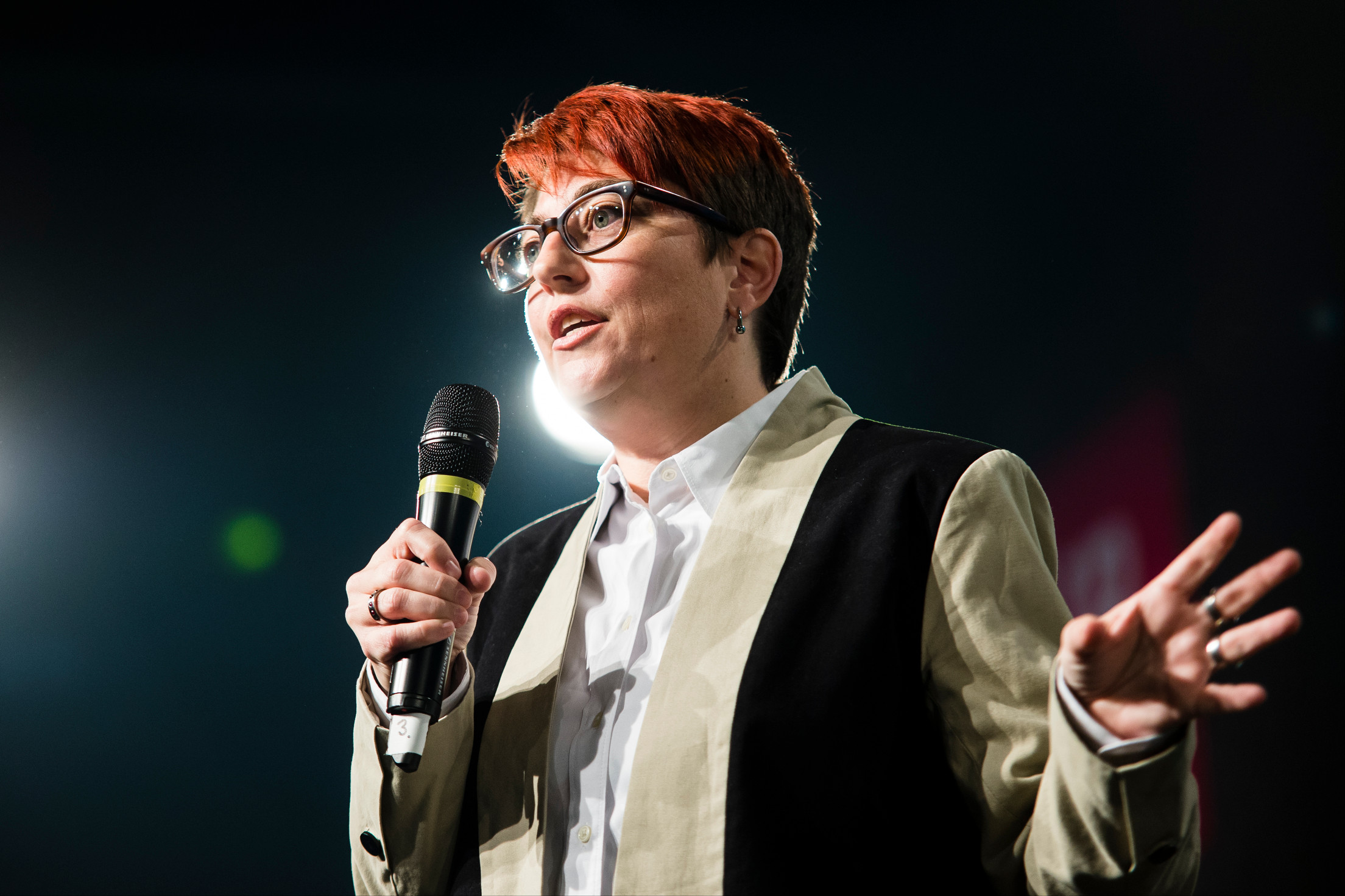
Annalee Newitz auf der re:publica (2014)

Annalee Newitz (geboren am 6. Mai 1969 in Santa Monica, Kalifornien) ist US-amerikanischer Nationalität und Journalistin, Schriftstellerin und Herausgeberin, die in den Bereichen Politik, Wissenschaft, Technik und Popkultur, insbesondere Science-Fiction, aktiv ist.

## Leben
Newitz sieht sich vor einem multikulturellen Hintergrund. Die Familie des Vaters Marty ist jüdisch und stammt aus dem San Fernando Valley, die Mutter Cynthia stammt aus einer traditionellen Familie in einer texanischen Kleinstadt und konvertierte zum Judentum. Beide Eltern sind Englischlehrer. Newitz wuchs in Huntington Beach und Irvine im Orange County auf. Die Erfahrung, in der strikt bis zur Rasensorte durchregulierten Planstadt Irvine aufzuwachen, beschrieb Newitz als „äußerst seltsam“. Newitz studierte Englisch an der University of California in Berkeley, bis zur Promotion 1998. In der Dissertation When We Pretend That We’re Dead: Monsters, Psychopaths and the Economy in American Popular Culture (1998) untersuchte Newitz fünf Arten von Ungeheuern, nämlich Serienmörder, verrückte Wissenschaftler, Untote, Roboter und Leute aus der Unterhaltungsindustrie, deren Rolle und Geschichte im Rahmen der Populärkultur und interpretierte Newitz aus einer marxistischen Perspektive als durchaus reale Ausgeburten des amerikanischen Kapitalismus.
Ab Mitte der 1990er begann Newitz, freiberuflich journalistisch und schriftstellerisch zu arbeiten, hauptsächlich in den Bereichen Wissenschaft und Technik, vor allem für den San Francisco Bay Guardian, wo Newitz von 2000 bis 2004 in der Redaktion tätig war und die wöchentliche Kolumne Techsploitation veröffentlichte. Beiträge von Newitz erschienen außerdem in Slate, The New Yorker, The Atlantic, Wired, The Smithsonian Magazine, The Washington Post, 2600, New Scientist, Technology Review, Popular Science und Discover. Von 2002 bis 2003 hatte Newitz eine Knight Science Journalism Fellowship für Wissenschaftsjournalismus des MIT und von 2004 bis 2005 war Newitz politische Analystin bei der Electronic Frontier Foundation.
1992 gründete Newitz zusammen mit anderen das Webzine Bad Subjects: Political education for everyday life, das bis 2017 in 91 Ausgaben erschien und damit eine der langlebigsten Webpublikationen war. Bad Subjects war ein von dem Open Access-Projekt EServer.org gehostetes kollaboratives Projekt mit dem Ziel, progressiven und linken Stimmen eine Plattform zu geben. Zeitweise erschien auch eine Druckausgabe.

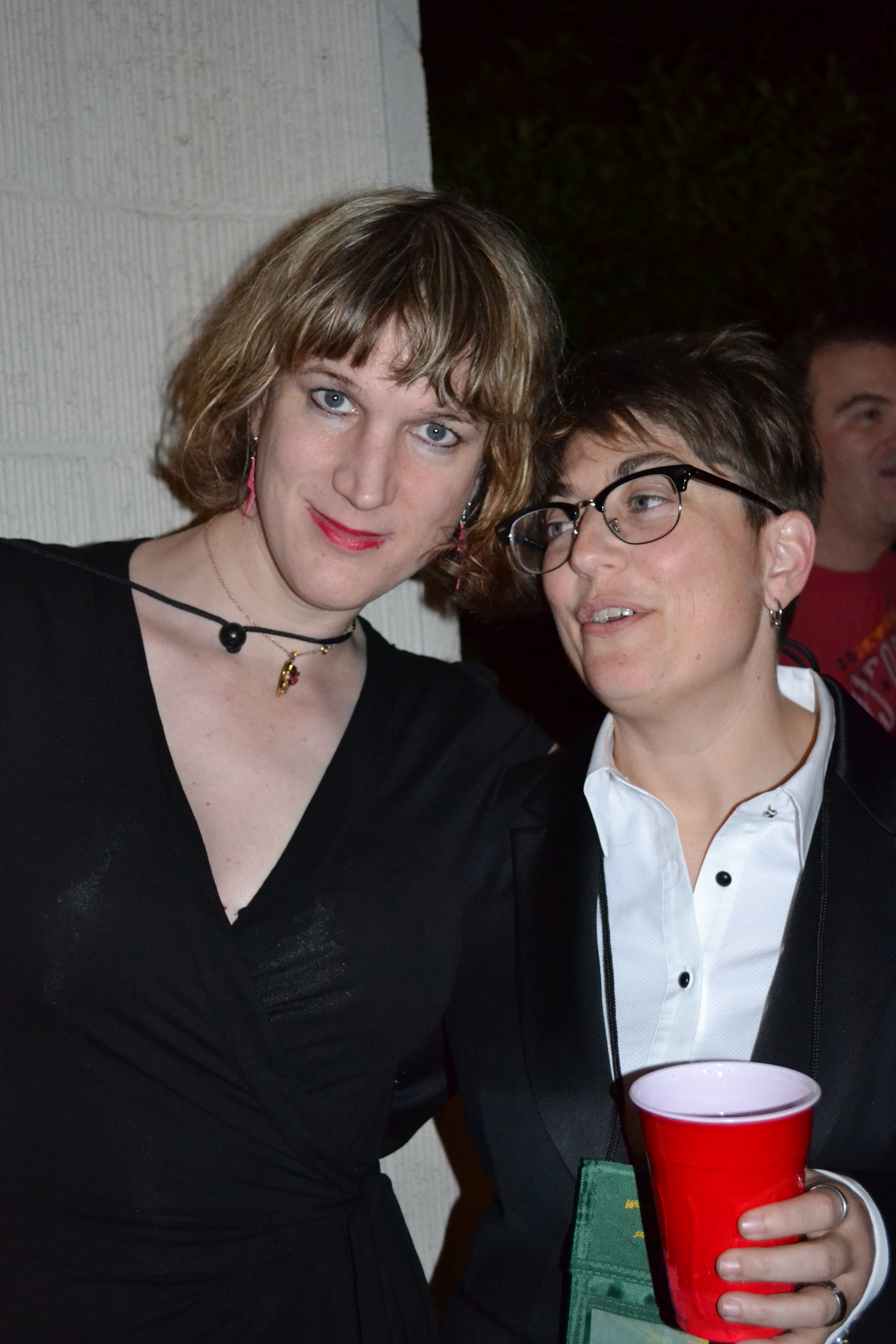
Annalee Newitz und Charlie Jane Anders (2011)

Zusammen mit Charlie Jane Anders, Newitz’ Partnerin seit 2000, gab Newitz ab 2002 das Magazin Other heraus, eine Zeitschrift für Freaks, Außenseiter und alle Formen von Randständigkeit. Bis 2007 erschien das Magazin in 13 Ausgaben mit etwa 2.000 Exemplaren, die vorwiegend über kalifornische Independent-Buchläden vertrieben wurden.
2008 startete Newitz zusammen mit Anders bei Gawker Media den Blog io9, zu dessen Themen Science-Fiction, Fantasy, Zukunftsforschung, Wissenschaft und Technik gehören. Die Tätigkeit dort endete 2015, als io9 ein Teil von Gizmodo wurde. Newitz übernahm die Chefredaktion bei Gizmodo und Anders übernahm Newitz' bisherige Position bei io9. 2015 verließ Newitz Gawker Media und ist seither in der Redaktion im Bereich Technikkultur bei Ars Technica tätig. Ein weiteres gemeinsames Projekt von Newitz und Anders war die Anthologie She’s Such a Geek (2006). Seit März 2018 gestalten sie zusammen den Podcast Our Opinions Are Correct. Über die eigene berufliche Laufbahn insgesamt sagt Newitz: „My whole career has been tricking people into letting me write about cool shit“ („Meine ganze Karriere bestand darin, Leute dazu zu bringen, mich über den coolen Scheiß schreiben zu lassen“).
Ab 2010 hat Newitz eine Reihe von Science-Fiction-Kurzgeschichten veröffentlicht, beginnend mit The Gravity Fetishist. 2017 erschien der erste Roman Autonomous über die dystopische, von großen Korporationen beherrschte Welt des 22. Jahrhunderts, in der die Menschen mittels Drogen arbeitsfähig und -willig gehalten werden. Der Roman wurde 2018 mit dem Lambda Literary Award ausgezeichnet und für den Nebula Award, den John W. Campbell Memorial Award und den Locus Award nominiert.
Newitz ist nichtbinär und verwendet seit Anfang 2019 das singulare Pronomen they/them.

## Bibliografie
Romane
- Autonomous (2017)
  - Deutsch: Autonom. Fischer Tor, 2018, ISBN 978-3-596-70258-9.
- The Future of Another Timeline (2019)
- The Terraformers (2023)

Kurzgeschichten
- The Gravity Fetishist (2010)
- Twilight of the Eco-Terrorist (2011)
- Von Slatt Harmonization Device (2011)
- Unclaimed (2014)
- Two Scenarios for the Future of Solar Energy (2014)
- Drones Don’t Kill People (2014)
- All-Natural Organic Microbes (2015)
- Birth of the Ants Rights Movement (2016)
- The Blue Fairy’s Manifesto (2018)
- Great Female Scientists in History (2018)

Sachliteratur
- When We Pretend That We’re Dead: Monsters, Psychopaths and the Economy in American Popular Culture (Doktorarbeit 1998, auch erschienen als Pretend We’re Dead: Capitalist Monsters in American Pop Culture. Duke University Press, Durham 2006, ISBN 0-8223-3745-2)
- Magical Girls and Atomic Bomb Sperm: Japanese Animation in America (2008)
- Scatter, Adapt, and Remember: How Humans Will Survive a Mass Extinction (2013)
- Four Lost Cities: A Secret History of the Urban Age. W. W. Norton, New York 2021, ISBN 978-0-393-65266-6.

als Herausgeber
- White Trash: Race and Class in America (1997, mit Matt Wray)
- She’s Such a Geek: Women Write About Science, Technology, and Other Nerdy Stuff (2006, mit Charlie Jane Anders)

## Auszeichnungen
- 2018: Lambda Literary Award für Autonomous[13]
- 2019: Hugo Award Fancast für Our Opinions Are Correct (Podcasts mit Charlie Jane Anders)[13]
- 2019: Theodore Sturgeon Memorial Award für die SF-Kurzgeschichte When Robot and Crew Saved East St. Louis[13]